# Kaapse stormvogel
De Kaapse stormvogel of Kaapse duif (Daption capense) is een zeevogel uit de familie van de stormvogels en pijlstormvogels (Procellariidae). De wetenschappelijke naam van de soort werd in 1758 als Procellaria capensis gepubliceerd door Carl Linnaeus.

## Veldkenmerken
Deze vogel heeft een donkergrijs verenkleed met witte vlekken.

## Leefwijze
Deze zeevogel landt op de zeespiegel om zijn voedsel, dat bestaat uit vissen, inktvissen, garnalen enzovoorts, dood of levend te verorberen. Daarvan wordt een gedeelte omgezet in een sterk stinkende substantie, waarmee de jongen worden gevoerd.

## Verspreiding en leefgebied
De soort komt vrij algemeen voor rond de Zuidelijke Oceaan en broedt op Antarctische en Sub-Antarctische eilanden.
Er worden twee ondersoorten onderscheiden:
- D. c. capense: de Sub-Antarctische eilanden en het Antarctisch schiereiland.
- D. c. australe: de Sub-Antarctische eilanden van Nieuw-Zeeland.

## Status
De grootte van de populatie is in 2004 geschat op meer dan 2 miljoen volwassen vogels. Op de Rode lijst van de IUCN heeft deze soort de status niet bedreigd.

## Afbeeldingen

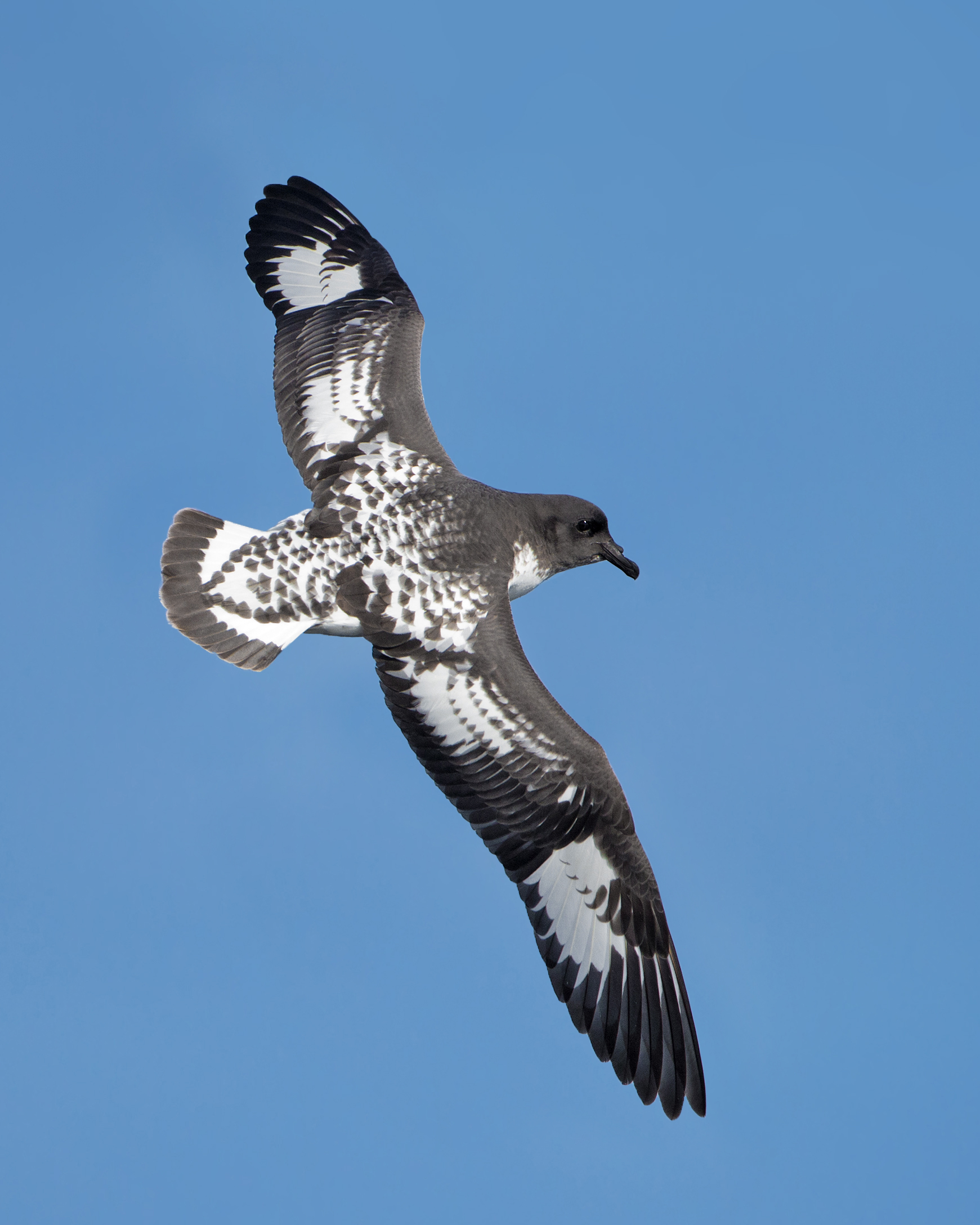
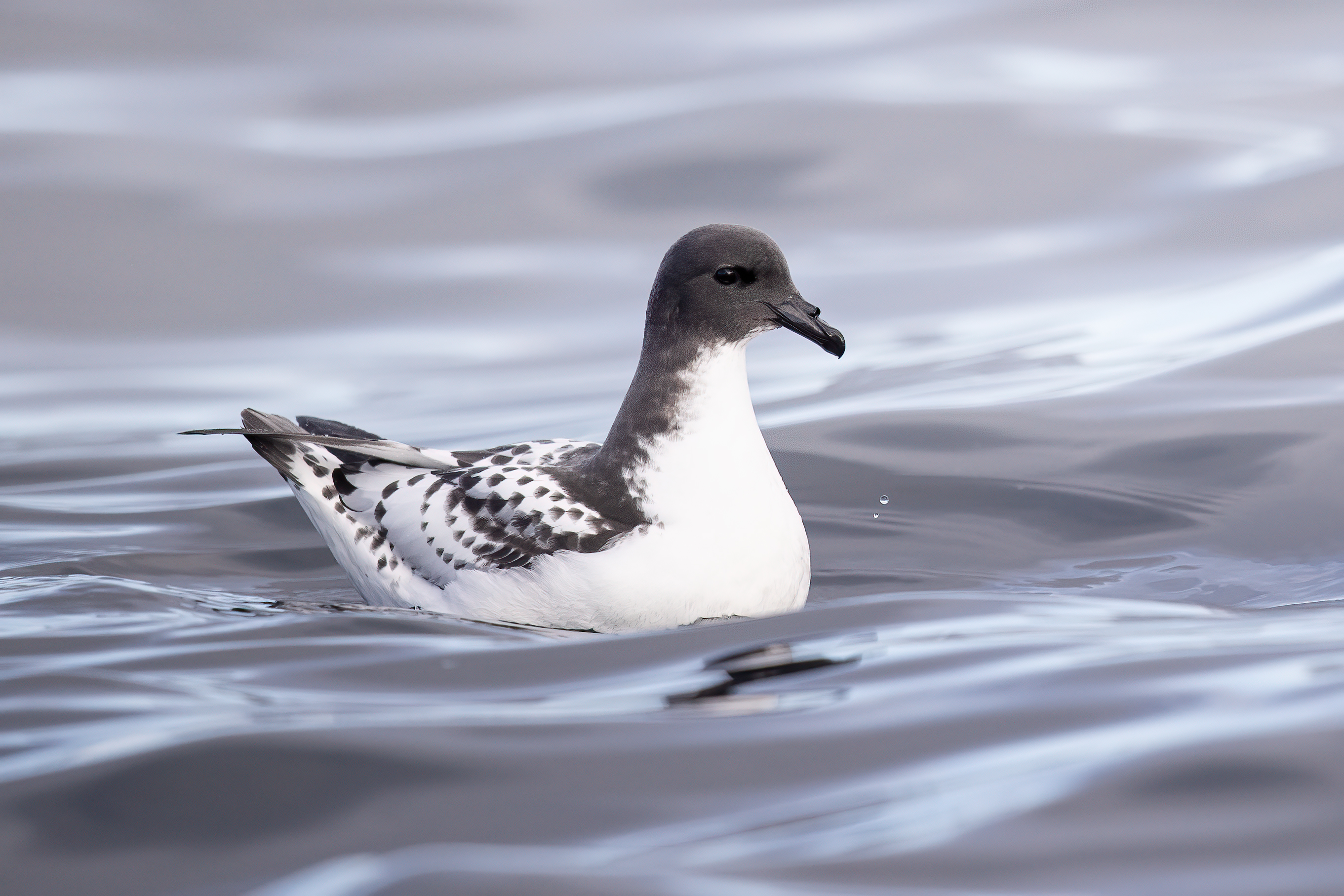
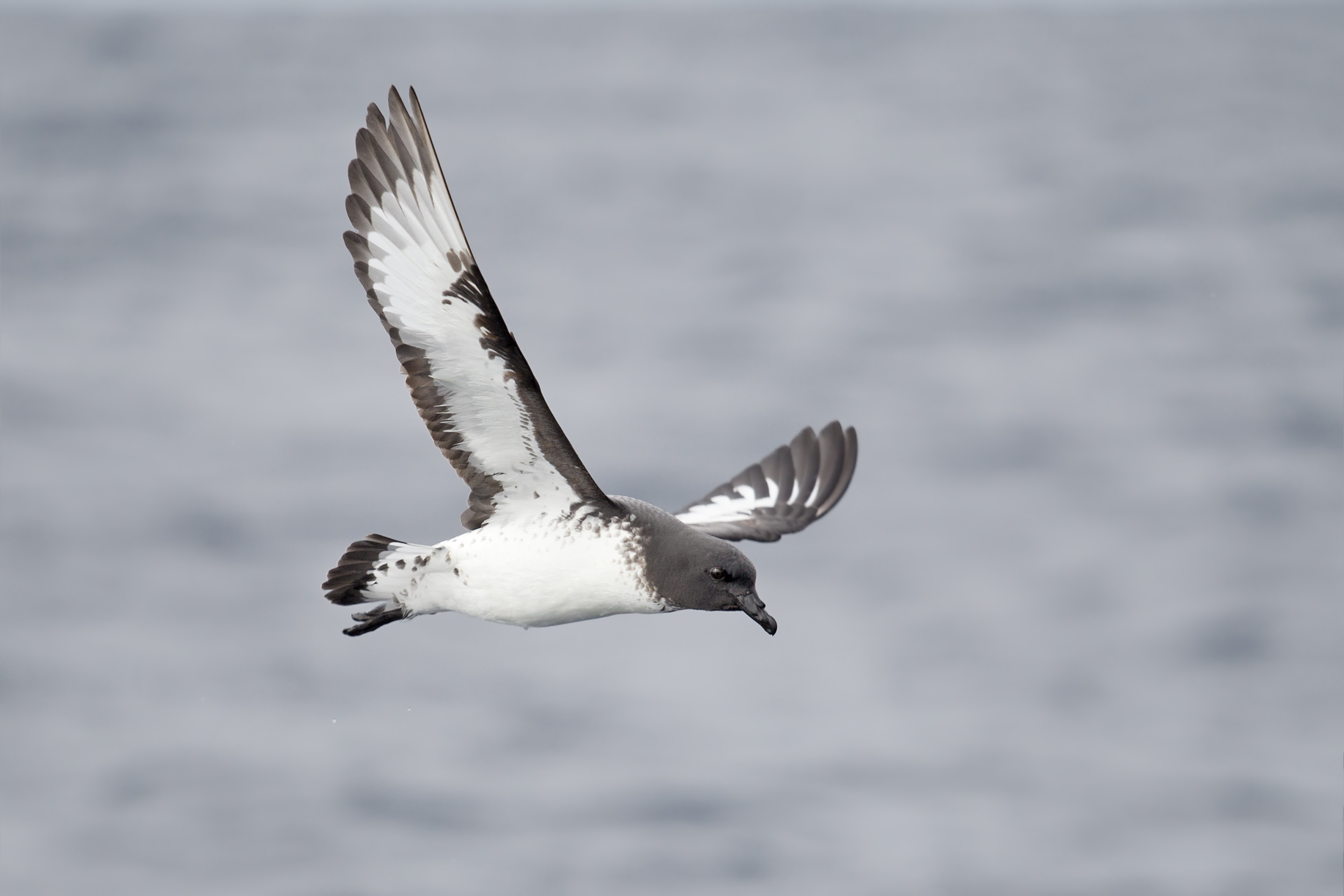